# ایستگاه قطار هری
ایستگاه راه‌آهن هری (انگلیسی: Harri railway station)